# Juan Celada Salmón
Juan Celada Salmón (Hermosillo, Sonora; 14 de febrero de 1916-8 de diciembre de 2017) fue un ingeniero e inventor mexicano responsable de la creación del Proceso HYL, un sistema de reducción directa del hierro patentado por la empresa mexicana Hojalata y Lámina S. A. (Hylsa) en 1957, del cual se obtiene como producto final fierro esponja (en inglés: sponge iron), que se utiliza como materia prima para la fabricación de acero. Según el Consejo Consultivo de Ciencias de la Presidencia de la República de México, el Proceso HYL es «la principal aportación tecnológica de México a la industria siderúrgica mundial». A lo largo de su vida fue inventor y coinventor de 398 patentes y publicó 48 artículos técnicos en revistas especializadas.

## Biografía

### Familia y estudios
Celada Salmón nació el 14 de febrero de 1916 en Hermosillo, Sonora. Sus padres fueron Juan Celada y Pereda y su esposa, Dolores Salmón. Su familia se trasladó a la ciudad de Torréon, Coahuila, debido a los disturbios provocados por la revolución y es ahí donde realiza sus primeros estudios.
Sus estudios universitarios los realizó en la Escuela Superior de Ingeniería Mecánica y Eléctrica del Instituto Politécnico Nacional y se graduó en 1941. Hizo además una maestría en Ciencias en Ingeniería Eléctrica en el Instituto Tecnológico de Massachusetts, la cual finalizó en 1943. Contrajo matrimonio con Zoila María González Reyna y tuvieron seis hijos.

### Docencia e investigación
En 1946 se trasladó a vivir a la ciudad de Monterrey ejerciendo la docencia como jefe del Departamento de Ingeniería Eléctrica del Instituto Tecnológico y de Estudios Superiores de Monterrey (ITESM) asesorando empresas, realizando investigación e impartiendo cátedra hasta 1960. Paralelamente a sus actividades docentes, fue jefe del Departamento de Fuerza Motriz en Cervecería Cuauhtémoc de 1948 a 1952. Posteriormente ingresó a trabajar en Hylsa, donde coordinó y lideró los trabajos de investigación y desarrollo para reducir el oxígeno del hierro en el proceso de producción de acero, dando como resultado la invención del fierro esponja y el Proceso HYL, el cual permite reducir de manera importante los costos a la fabricación de aceros ordinarios. El Proceso HYL se ha comercializado utilizándose en varios países. Desde entonces, Juan Celada Salmón fue inventor y coinventor de 398 patentes. Escribió 48 artículos técnicos en revistas especializadas. Fue miembro del Consejo Consultivo de Ciencias de la Presidencia de la República, de la Academia de Ciencias de Nueva York, así como miembro honorario y vitalicio del Consejo de Enseñanza e Investigación Superior, A.C.

## Premios y distinciones
- Medalla de Oro por la Organización Mundial de la Propiedad Industrial (OMPI) como inventor destacado.
- Premio Nacional de Ciencias y Artes en el área de Tecnología y Diseño por el Gobierno de México en 1979.
- Caballero de la Orden de San Gregorio Magno por la Santa Sede.
- Ciudadano Distinguido por la ciudad de Torreón, Coahuila.
- Medalla al Mérito Cívico por el Estado de Nuevo León en 1987.
- Premio Nacional de Ingeniería Mecánica, Eléctrica y Electrónica por el Colegio de Ingenieros Mecánicos y Electricistas (CIME).
- Presea «Lázaro Cárdenas» al Mérito Politécnico por el Instituto Politécnico Nacional.
- Doctorado honoris causa en ingeniería química por la Universidad Regiomontana en 1999.[7]
- Insignia Austriaca de Honor.
- Cónsul Honorario de Austria para el Noreste de México.[2]